# Liste der Kulturdenkmale in Holzbunge
In der Liste der Kulturdenkmale in Holzbunge sind alle Kulturdenkmale der schleswig-holsteinischen Gemeinde Holzbunge (Kreis Rendsburg-Eckernförde) und ihrer Ortsteile aufgelistet (Stand: 31. März 2025).

## Legende
In den Spalten befinden sich folgende Informationen:
- Objekt-ID: die Nummer des Kulturdenkmales
- Lage: die Adresse des Kulturdenkmales und die geographischen Koordinaten. Kartenansicht, um Koordinaten zu setzen. In der Kartenansicht sind Kulturdenkmale ohne Koordinaten mit einem roten Marker dargestellt und können in der Karte gesetzt werden. Kulturdenkmale ohne Bild sind mit einem blauen Marker gekennzeichnet, Kulturdenkmale mit Bild mit einem grünen Marker.
- Offizielle Bezeichnung: Bezeichnung des Kulturdenkmales
- Beschreibung: die Beschreibung des Kulturdenkmales
- Bild: ein Bild des Kulturdenkmales

## Bauliche Anlagen
| Objekt-ID      | Lage                                                  | Offizielle Bezeichnung               | Beschreibung | Bild            |
| -------------- | ----------------------------------------------------- | ------------------------------------ | --- | --------------- |
| 4759 Wikidata  | Alter Mühlenweg 11 (54° 22′ 41″ N, 9° 39′ 14″ O)      | Wassermühle                          | Alteintragung (Aktualisierung vorgesehen) - Begründung: Alteintragung (Aktualisierung vorgesehen) - Schutzumfang: Alteintragung (Aktualisierung vorgesehen) - Denkmaltyp: Bauliche Anlage | Fotos hochladen |
| 10783 Wikidata | Alter Mühlenweg 11 – 13 (54° 22′ 41″ N, 9° 39′ 13″ O) | Hofpflaster                          | Alteintragung (Aktualisierung vorgesehen) - Begründung: Alteintragung (Aktualisierung vorgesehen) - Schutzumfang: Alteintragung (Aktualisierung vorgesehen) - Denkmaltyp: Bauliche Anlage | Fotos hochladen |
| 9341 Wikidata  | Alter Mühlenweg 13 (54° 22′ 41″ N, 9° 39′ 12″ O)      | Mühlenstall                          | Alteintragung (Aktualisierung vorgesehen) - Begründung: Alteintragung (Aktualisierung vorgesehen) - Schutzumfang: Alteintragung (Aktualisierung vorgesehen) - Denkmaltyp: Bauliche Anlage | Fotos hochladen |
| 10781 Wikidata | Alter Mühlenweg 13 (54° 22′ 40″ N, 9° 39′ 12″ O)      | Backhaus                             | Alteintragung (Aktualisierung vorgesehen) - Begründung: Alteintragung (Aktualisierung vorgesehen) - Schutzumfang: Alteintragung (Aktualisierung vorgesehen) - Denkmaltyp: Bauliche Anlage | Fotos hochladen |
| 10779 Wikidata | Alter Mühlenweg (54° 22′ 42″ N, 9° 39′ 21″ O)         | Stauteich mit Mühlenkanal und Umlauf | Alteintragung (Aktualisierung vorgesehen) - Begründung: Alteintragung (Aktualisierung vorgesehen) - Schutzumfang: Alteintragung (Aktualisierung vorgesehen) - Denkmaltyp: Bauliche Anlage | Fotos hochladen |
| 3106 Wikidata  | Mühlenweg 2 (54° 22′ 56″ N, 9° 42′ 17″ O)             | Kate Latendorf                       | Alteintragung (Aktualisierung vorgesehen) - Begründung: Alteintragung (Aktualisierung vorgesehen) - Schutzumfang: Alteintragung (Aktualisierung vorgesehen) - Denkmaltyp: Bauliche Anlage | Fotos hochladen |

## Gründenkmale
| Objekt-ID | Lage                                     | Offizielle Bezeichnung | Beschreibung | Bild            |
| --------- | ---------------------------------------- | ---------------------- | --- | --------------- |
| 51733     | Dorfstraße (54° 22′ 55″ N, 9° 42′ 16″ O) | Doppeleiche            | Doppeleiche; wohl 1898; zum 50-jährigen Jubiläum der SchleswigHolsteinischen Erhebung gepflanzt; mit Gedenkstein - Begründung: geschichtlich, wissenschaftlich, städtebaulich - Schutzumfang: Doppeleiche, Gedenkstein - Denkmaltyp: Gründenkmal | Fotos hochladen |

## Quelle
- Liste der Kulturdenkmale in Schleswig-Holstein – Kreis Rendsburg-Eckernförde

- Karte mit allen Koordinaten:
- OSM |
- WikiMap